# 白十字
白十字株式会社（はくじゅうじ）は、医家・一般向けの脱脂綿・包帯など衛生材料を始め、大人用紙おむつや高齢者用介護食品など介護用品を生産・販売する衛生薬品メーカーで、医療用計量器の取り扱い販売も行う。
とりわけ紙おむつ生産は30年以上の歴史を持ち、国内でも有数の古参メーカーであるだけでなく、世界で初めて介護用品として大人用の紙おむつを生産した企業でもある。本社は東京都豊島区高田で、創業時から変わっていない。
企業理念として「トータル・ヘルスケア」を掲げている。

## 沿革
- 1896年 - 創業者、天田鄰八が脱脂綿の製造工場を設立。
- 1927年 - 同工場を株式会社純正舎と改組。白十字の前身となる。また、脱脂綿の商標に白十字を用いる。
- 1965年 - 社名を白十字に変更。白十字は治療を表す赤十字に対し、介護を表すといわれる。

## 主な商品
- 衛生材料（脱脂綿、アルコール綿、包帯、ガーゼ、マスクなど）
- 大人用紙おむつ（ブランド名：サルバ）
- 介護用下着
- 高齢者用介護食品（ブランド名：愛情厨房）

## 歴代イメージキャラクター
- 二谷英明
- 宝田明
- かとうかず子
- 三遊亭円楽